# Папуга-білочеревець
Папуга-білочеревець (Pionites) — рід папугоподібних птахів родини папугових (Psittacidae). Представники цього роду мешкають на півночі Південної Америки.

## Таксономія
Традиційно у роді виділяли два види:
- Папуга-білочеревець рудоголовий (Pionites leucogaster)
- Папуга-білочеревець чорноголовий (Pionites melanocephalus)

Дослідження 2014 року показали, що вид Папуга-білочеревець рудоголовий (Pionites leucogaster) потрібно розділити на три види на основі оперення та забарвлення ніг: Pionites leucogaster, Pionites xanthurus та Pionites xanthomerius.